# Karin Schabus
Karin Schabus (* 8. Oktober 1968 in Niederösterreich) ist eine österreichische Politikerin (ÖVP) und Landwirtin. Sie war von 2013 bis 2018 Abgeordnete im Kärntner Landtag. 

## Leben
Schabus besuchte die Volksschule in Kleinzell und das Bundesrealgymnasium in Lilienfeld. Nach der Matura an der HBLA Sitzenberg absolvierte sie die Berufspädagogische Akademie in Wien-Ober St. Veit mit dem Abschluss zur landwirtschaftlichen Lehrerin und Beraterin. Schabus betreibt mit ihrer Familie den Bio-Bauernhof Seidl in Bad Kleinkirchheim und bietet als Schwerpunkt „Urlaub am Bauernhof“ an. 
Schabus ist seit 1995 als Bildungsreferentin der Landwirtschaftskammer Kärnten in Bad Kleinkirchheim aktiv und wurde 2005 Mitglied im Leistungsausschuss der Sozialversicherungsanstalt der Bauern. Sie ist zudem seit 2005 Kammerrätin der Landwirtschaftskammer Kärnten und seit 2009 Gemeinderätin in Bad Kleinkirchheim. Sie vertrat die Österreichische Volkspartei ab dem 28. März 2013 als Landtagsabgeordnete im Kärntner Landtag und war Mitglied des Ausschusses für Nachhaltigkeit, Naturschutz, Energie, Umwelt, Klimaschutz und öffentlicher Verkehr sowie Mitglied des Ausschusses für Soziales, Gesundheit, Krankenanstalten, Familien, Generationen und Frauen.